# Zabrnjica
Zabrnjica (cyr. Забрњица) – wieś w Serbii, w okręgu zlatiborskim, w gminie Priboj. W 2011 roku liczyła 225 mieszkańców.